# Klankbord (preekstoel)

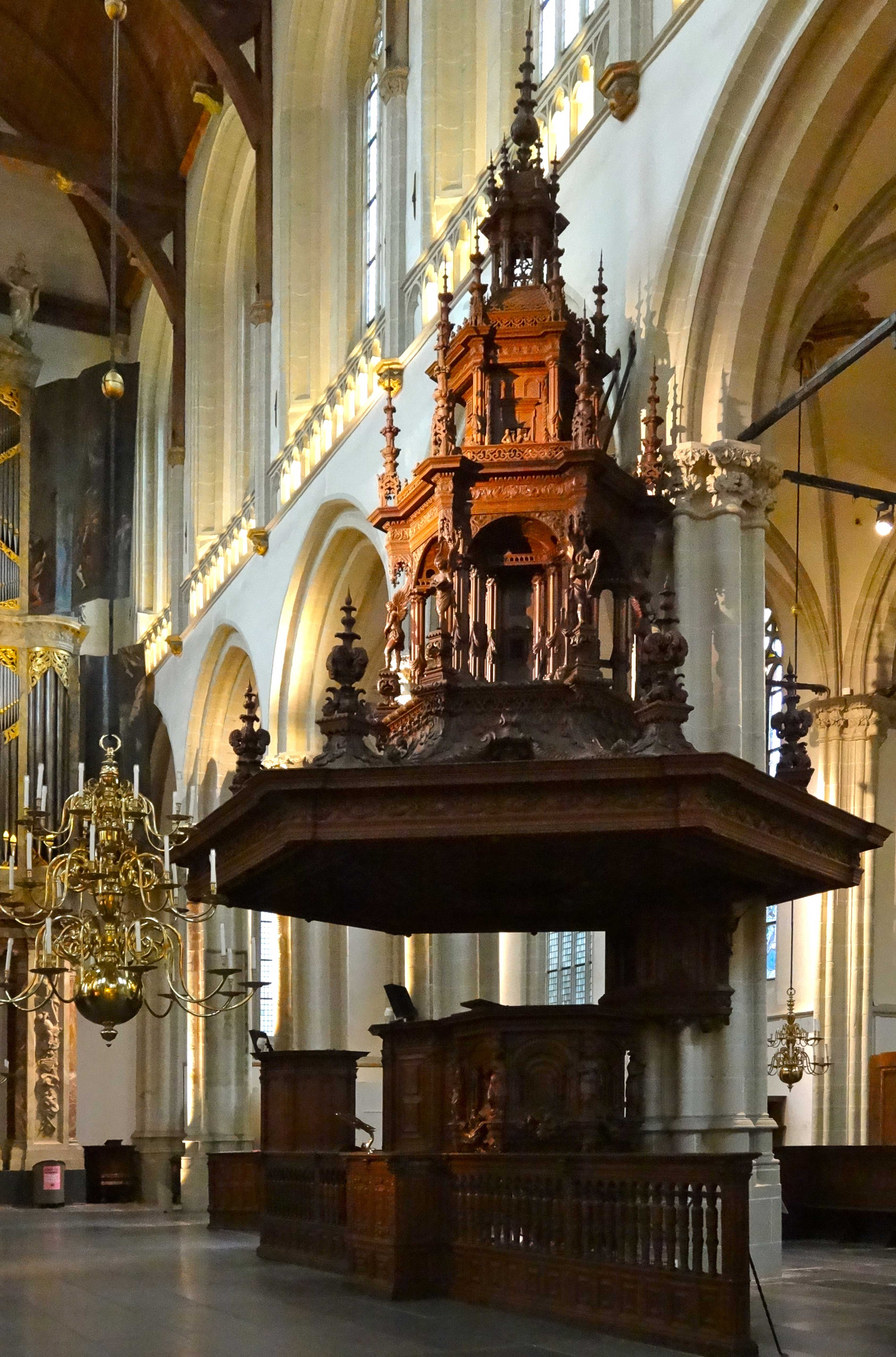
Klankbord met bekroning in de Nieuwe Kerk van Amsterdam

Een klankbord, kanselhemel is een soort houten luifel (baldakijn) boven een preekstoel die ervoor moet zorgen dat de stem van de predikant weerkaatst en zijn stemgeluid zo een groter oppervlak bereikt. Klankborden zijn niet zelden als centrale objecten in een kerk aan de bovenzijde versierd. Vanwege het vaak grote gewicht zijn ijzeren ophangstangen geen overbodige luxe. Deze worden meestal zo goed mogelijk buiten het zicht gehouden.
Met de ontwikkeling van de elektroakoestiek, de inbouw van microfoons en luidsprekers in kerken, verloren de klankborden hun functie. Moderne preekstoelen hebben geen klankborden meer. Niet alleen omdat ze geen functie meer hebben, maar ook omdat de vroege weerkaatsing van het klankbord de elektroakoestische microfoonoverdraging van de spreker kan storen.